# Sahan

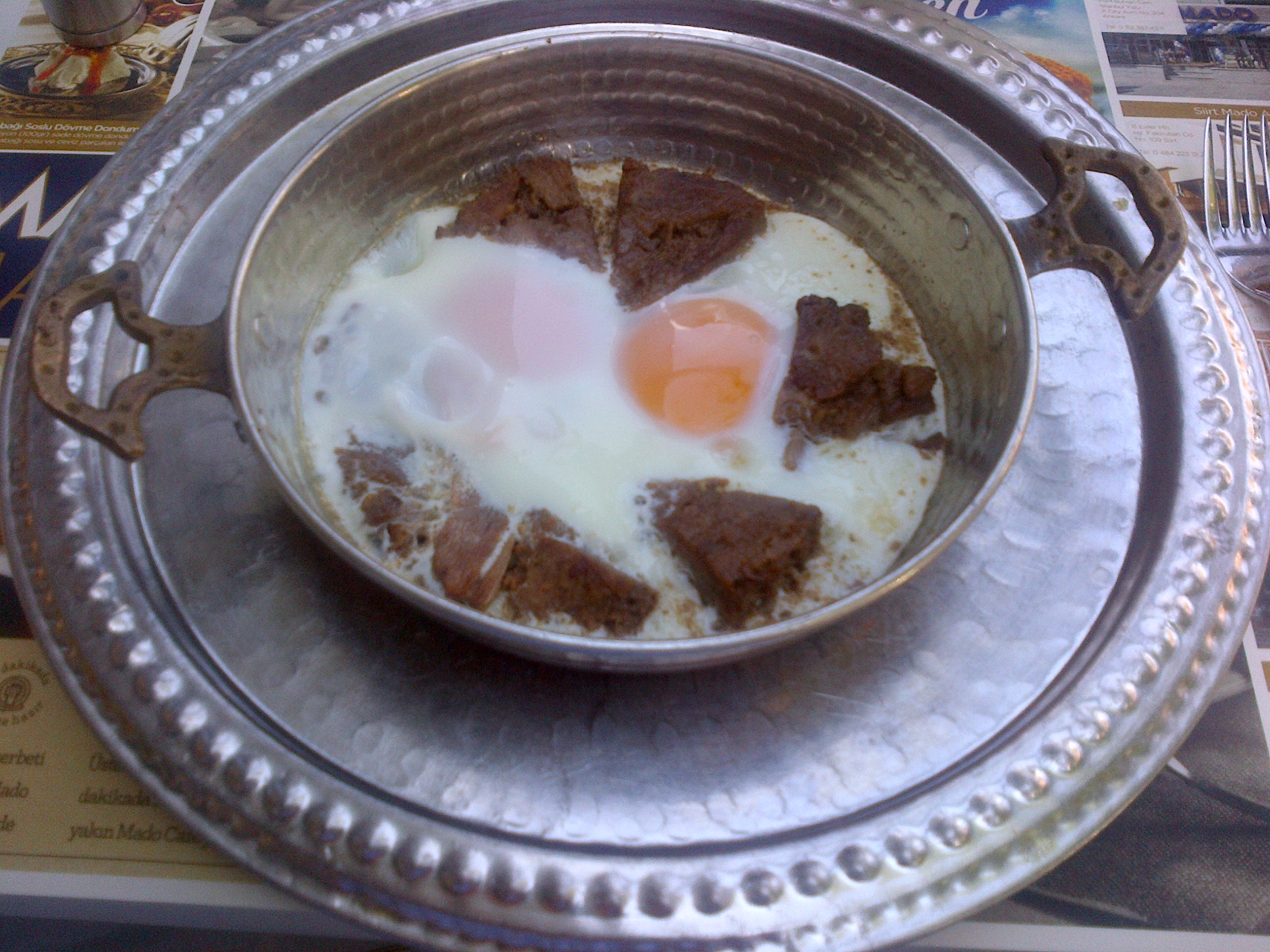
Sahanda kavurma, kavurma amb ous ferrats.

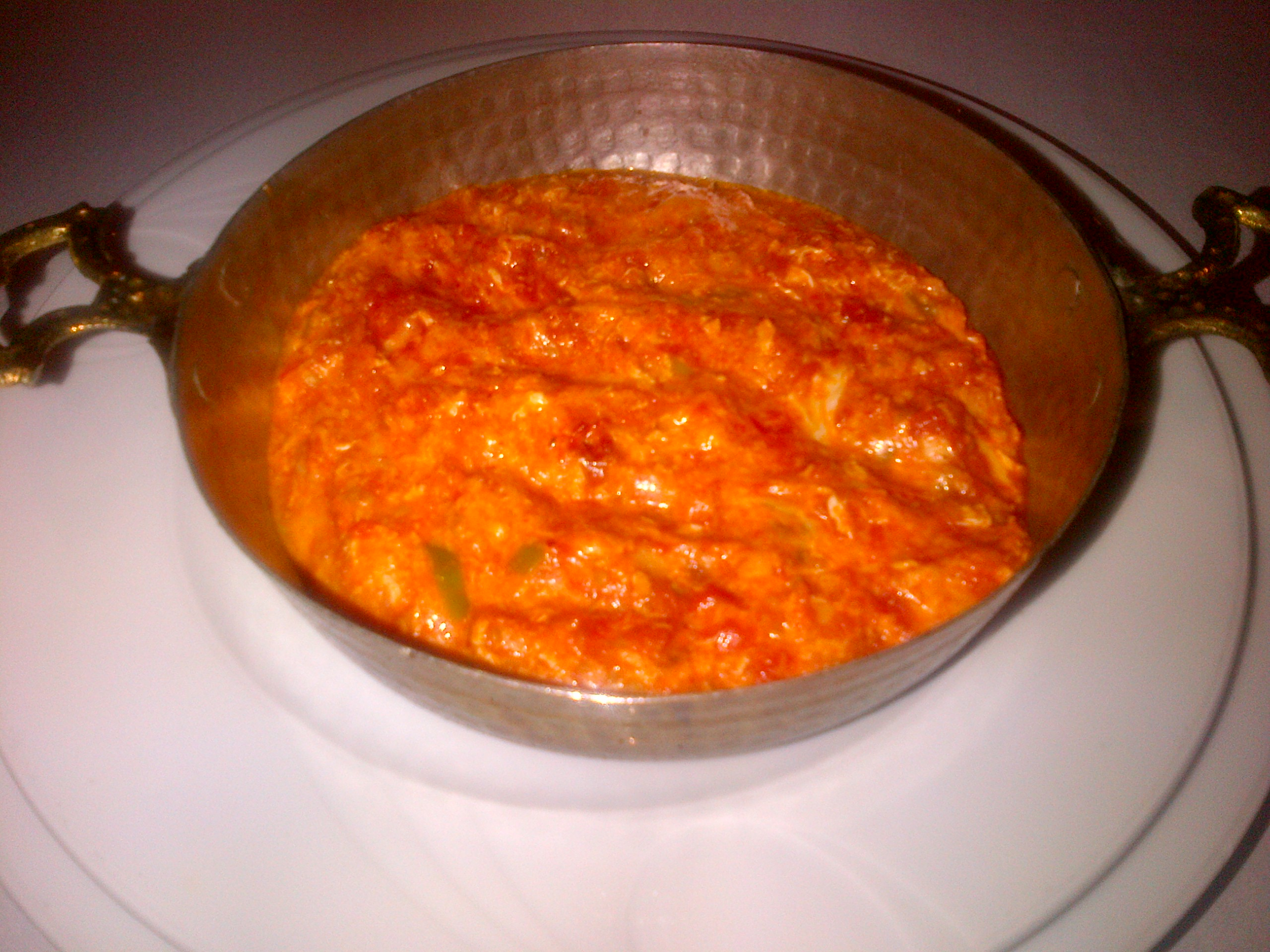
Sahanda menemen, menemen en sahan.

Sahan (turc, de l'àrab ṣaḥn صحن) és un recipient tradicional, normalment de coure, i amb dues nanses, per cuinar i menjar certs plats turcs. A Turquia, als restaurants, els plats d'ou com el menemen se solen cuinar a l'ordre i se serveix en aquestes cassoles de coure, denominades sahan d'una sola porció, en les quals s'han cuinat. Generalment aquests plats tenen, en els seus noms, la paraula sahan, com per exemple, sahanda yumurta (turc per "ous en el sahan"). També el sucuk o sucuklu yumurta (sucuk amb ous fregits) se serveix dins del propi sahan. La paraula sahan també existeix a la cultura de Bòsnia i Hercegovina.